# Rolf Rämgård
Rolf Ingemar Rämgård, född Karlsson 30 mars 1934 i Älvdalen, är en tidigare svensk längdåkare (Älvdalens IF) och politiker (Centerpartiet).

## Biografi
Rämgård tog två medaljer vid OS 1960 i Squaw Valley, ett silver på 30 km (loppet vanns av Sixten Jernberg) och ett brons på 50 km. Han har också två SM-guld på 50 km 1958-1959. Vid  VM 1962 i Zakopane kom han sjua på 50 km. Året efter avslutades skidkarriären. Han kom 2:a i Vasaloppet 1960.
På 1970-talet inledde Rämgård en politisk karriär inom Centerpartiet. Han var riksdagsledamot 1974–1985, invald i Kopparbergs läns valkrets. Från 1976 var han sakkunnig i idrotts- och rekreationsfrågor – "idrottsminister" – i Jordbruksdepartementet under Fälldinregeringen. Rämgård var kommunalråd i Älvdalens kommun 1985–1988.